# Micropholis sanctae-rosae
Micropholis sanctae-rosae là một loài thực vật thuộc họ Sapotaceae. Loài này có ở Brasil, Guyane thuộc Pháp, và Peru.